# Ironman Hamburg
De Ironman Hamburg is een triatlon, die jaarlijks wordt gehouden in Hamburg, Duitsland over de afstand van 3,86 km zwemmen, 180,2 km  wielrennen en 42,195 km (marathonafstand) hardlopen. Via wedstrijden uit het Ironman-circuit kan men zich plaatsen voor het WK Ironman in Hawaï.
Tijdens de tweede editie van de wedstrijd in 2018 werd het zwemonderdeel geschrapt vanwege de aanwezigheid van algen. Het zwemonderdeel werd vervangen door 6 kilometer hardlopen.

## Erelijst[2]

### Mannen
| Editie | Goud               | Tijd    | Zilver        | Tijd    | Brons           | Tijd    |
| 2017   | James Cunnama      | 8:00.36 | Horst Reichel | 8:22.27 | Markus Fachbach | 8:25.36 |
| 2018   | Bart Aernouts      | 7:05.26 | Joe Skipper   | 7:12.35 | James Cunnama   | 7:13.54 |
| 2019   | Kristian Hogenhaug | 8:11.26 | Ruedi Wild    | 8:16.34 | Paul Schuster   | 8:24.25 |

### Vrouwen
| Editie | Goud            | Tijd    | Zilver             | Tijd    | Brons              | Tijd    |
| 2017   | Daniela Sämmler | 9:07.49 | Eva Wutti          | 9:23.35 | Julia Ertmer       | 9:30.57 |
| 2018   | Sarah Crowley   | 8:08.21 | Katharina Grohmann | 8:13.30 | Maja Stage Nielsen | 8:21.23 |
| 2019   | Susie Cheetham  | 8:58.02 | Sarah Piampiano    | 9:00.42 | Julia Gajer        | 9:09.39 |